# 裂喙马先蒿
裂喙马先蒿（学名：Pedicularis schizorhyncha）是列当科马先蒿属的植物。分布于锡金、喜马拉雅以及中国大陆的西藏等地，生长于海拔3,800米的地区，多生于湿润处，目前尚未由人工引种栽培。